# Gun (hudební skupina)
The Gun byla britská rocková skupina, kterou v roce 1967 založili v Londýně bratři Paul a Adrian Gurvitzovi. Po uzavření smlouvy s firmou CBS začátkem roku 1968, zabodovali ohromným hitem „Race With The Devil“, který byl vydán jako singl v říjnu 1968. Obal alba byl prvním výtvorem umělce Rogera Deana. Vydali pak ještě další pozoruhodný hit „Drives You Mad“ a druhé album. Adrian Gurvitz a Paul Gurvitz později spolupracovali s Gingerem Bakerem ve skupině The Baker Gurvitz Airforce.

## Obsazení
- Adrian Gurvitz – kytara
- Paul Gurvitz – baskytara
- Louie Farrell – bicí

## Diskografie
- 1968 Gun
- 1969 Gunsight [1]

## Seznam skladeb
album Gun (1968)
1. Race With the Devil
2. The Sad Saga of the Boy and the Bee
3. Rupert's Travels
4. Yellow Cab Man
5. It Won't Be Long (Heartbeat)
6. Sunshine
7. Rat Race
8. Take Of

album Gunsight (1969)
1. Head In The Clouds
2. Drown Yourself In The River
3. Angeline
4. Dreams And Screams
5. Situation Vacant
6. Hobo
7. Lady Link Part One
8. Oh Lady You
9. Lady Link Part two
10. Long Hair Wildman